# Joëlle Jones
Pour les articles homonymes, voir Jones.
Joëlle Jones, née le 20 février 1980 à Boise, est une dessinatrice et scénariste américaine de bande dessinée.
Son œuvre la plus connue est Lady Killer, une série de comics publiée en 2015-2016 aux éditions Dark Horse Comics dont elle est la dessinatrice et co-scénariste. En 2016, Joëlle Jones est doublement nommée lors des prestigieux prix Eisner dans les catégories Meilleur dessinateur/encreur et Meilleur artiste de couverture.

## Biographie
Jones est formée au Pacific Northwest College of Art, où elle étudie la peinture. Mais elle « réalise qu'[elle] n'est pas faite pour les beaux arts », et interrompt ses études pour se consacrer à une carrière d'illustratrice dans la bande dessinée.
Elle est repérée lors d'un festival de comics où elle présente ses travaux à des éditeurs, et dessine depuis pour plusieurs maisons d'édition. Elle illustre par exemple plusieurs numéros de Mockingbird, Spider-Woman, Scarlet Witch ou encore Ms. Marvel aux éditions Marvel, ainsi que la mini-série Supergirl: Being Super chez DC Comics, et Helheim chez Oni Press. Elle a aussi travaillé pour Boom! Studios, The New York Times, Vertigo et More!.
En 2015, Joëlle Jones se lance dans un projet plus personnel, dont elle assure l'écriture en plus du dessin : Lady Killer, publié chez l'éditeur indépendant Dark Horse Comics. Pour le premier volume, elle est assistée à l'écriture par le scénariste Jamie S. Rich, et la colorisation est réalisée par Laura Allred. La série connaît un beau succès critique. Elle est traduite en plusieurs langues, notamment en français où le premier volume paraît en 2016 aux éditions Glénat Comics.
En 2016, Joëlle Jones est deux fois nommée aux prix Eisner.

## Œuvres
(Liste non exhaustive).
En tant que dessinatrice :
- Helheim, écrit par Cullen Bunn (Oni Press, 2013)
- Supergirl: Being Super, écrit par Mariko Tamaki (DC Comics, 2016)
- Mockingbird, écrit par Chelsea Caine (Marvel, 2016)

En tant que scénariste et dessinatrice :
- Lady Killer - Tome 1, À couteaux tirés (Dark Horse Comics, 2015 / Glénat Comics, 2016)
- Lady Killer - Tome 2 - en cours de publication
- Selina Kyle : Catwoman - Tome 1, Pâles Copies (DC Rebirth, 2019)
- Selina Kyle : Catwoman - Tome 2, Loin de Gotham (DC Rebirth, 2021)
- Selina Kyle : Catwoman - Tome 3, Entre deux vies (DC Rebirth, 2021)

## Prix et récompenses
En 2016, Joëlle Jones est nommée lors des prix Eisner dans les catégories Meilleur dessinateur/encreur (Best Penciller/Inker) et Meilleur artiste de couverture (Best Cover Artist). La même année, sa série Lady Killer est nommé en tant que meilleure mini-série (Best Limited Series).